# Nemzeti bajnokság I 1905
Pátý ročník Nemzeti bajnokság I 1905 (1. maďarské fotbalové ligy) se konal v roce 1905.
Turnaje se účastnilo opět s devíti kluby, které byli v jedné skupině a hrály dvakrát každý s každým. Soutěž ovládl podruhé ve své klubové historii Ferencvárosi TC. Nejlepším střelcem se stal Károly Jenő (13 branek), který hrál za MTK Budapešť.